# Arneiro das Milhariças
Arneiro das Milhariças es una freguesia portuguesa del concelho de Santarén, con 12,01 km² de superficie y 739 habitantes (2021). Su densidad de población es de 61,5 hab/km².

## Historia
Se cree que el lugar donde hoy está Arneiro das Milhariças ya albergaba un asentamiento que habría sido establecido hace varios siglos, antecesor de la creación del Condado Portucalense, y por donde incluso pasó D. Afonso Henriques, durante la conquista de Santaréna los moros en 1147. Geográficamente, Arneiro das Milhariças se encuentra en una meseta a 5 km de Pernes, 10 km de Alcanena y 25 km de Santarén, estando ubicado en el extremo norte de su municipio, siendo más cercano a la cabecera municipal de Alcanena que de su propia cabecera municipal, Santarén.
La parroquia de Arneiro das Milhariças fue formalmente creada el 10 de febrero de 1694, separada de la de Pernes por el Dr. João de Matos Henriques, prior de Nossa Senhora dos Anjos de Vila Verde, visitador del arzobispo de Lisboa y del cardenal D. Luís de Sousa, por mandato del párroco José Delgado de Sousa, siendo entregada la Iglesia a la parroquia párroco al día siguiente del 11 de febrero de 1694. El doble topónimo que conforma el nombre de la parroquia deriva de dos nombres: Arneiro, que significa tierra rala y arenosa; y Milhariças, nombre derivado de la reminiscencia de un lugar más antiguo que existía en las cercanías.
Se compone de varios lugares, incluidos Casais da Ferreira, Casais da Milhariça, Arneiro, Azenha y Almeirim. Perteneció al término y municipio de Alcanede hasta 1598, luego pasó al municipio de Pernes hasta el 24 de octubre de 1855 y, tras su extinción, pasó a Santarén, donde permanece actualmente.
Fue afectado durante la Guerra de la Independencia (1807-1814), con el paso del ejército francés, comandado por el Marechal Masséna en 1811, que dejó una estela de saqueos y violencia en la región del antiguo municipio de Alcanena, con Arneiro das Milhariças viéndose particularmente afectada, perdiendo cerca del 40% de la población, con cerca de 136 muertos como consecuencia de la ocupación, cifras recopiladas por el párroco del pueblo. La iglesia parroquial, además de varios edificios residenciales, también fueron destrozados y destruidos durante el tiempo en que las brigadas francesas estaban estacionadas en la parroquia. Años más tarde, durante la guerra civil portuguesa (1832-1834), las tropas liberales dirigidas por el Marechal Saldanha pasaron por Arneiro das Milhariças, provenientes de Rio Maior, donde fueron recibidas con júbilo por la población. El ejército liberal tenía como destino Pernes, donde les esperaban las tropas de D. Miguel, en lo que sería el Combate de Pernes, batalla que ganarían las fuerzas liberales.
Antigua parroquia de S. Lourenço, perteneció al Patriarcado hasta la creación de la diócesis de Santarén, el 16 de julio de 1975, por la Bula "Aposticae Sedis Consuetudinem", del Papa Pablo VI, diócesis sufragánea de Lisboa. Actualmente pertenece al arcipreste de Santarén.
Arneiro das Milhariças es, a finales del siglo XX, una parroquia marcada por la ruralidad y la interioridad, con la actividad agrícola jugando un papel muy importante en su economía. Sin embargo, a principios del siglo XXI, otros sectores también contribuyen a la creación de riqueza y empleo, como la industria de la madera, que ha experimentado una expansión en los últimos años, la construcción civil y la reparación mecánica, y también existe una industria cerámica y una industria de productos para el cuidado del automóvil.
El sector del turismo y la restauración ha cobrado relevancia para la parroquia, ayudado por la posición de la parroquia, situada en el centro de las rutas de peregrinación al Santuario de Fátima (y también, en menor medida, del Camino de Santiago), lo que estimuló el surgimiento de alojamiento local en la zona.
El turismo en el medio rural ya es una realidad en esta parroquia, que empieza a convertirse en destino de foráneos y de quienes buscan un buen lugar para vivir.

## Lugares de Interés
- Iglesia Parroquial de Arneiro das Milhariças.
- C.C.R.A. - Centro Cultural Recreativo Arneirense
- Parque Polideportivo
- Club de Cazadores do Arneiro das MIlhariças
- Rancho Folcorico do Arneiro das Milhariças
- Parque de la Vala